# Università statale dell'Arizona
L'Università statale dell'Arizona (in inglese: Arizona State University, acronimo ASU) è una delle università statali dell'Arizona - insieme all'Università dell'Arizona e la Northern Arizona University - ed è la più grande università pubblica degli Stati Uniti con una popolazione studentesca di circa 70 000 studenti. L'ASU si sviluppa in quattro campus nell'area metropolitana di Phoenix.

## Storia
L'ASU nacque a Tempe il 12 marzo 1885 col nome di «Tempe Normal School for the Arizona Territory» (Scuola Normale di Tempe per il Territorio dell'Arizona). Divenne controllata dallo Stato dell'Arizona e venne ribattezzata dapprima «Arizona State College» (nel 1945) e successivamente «Arizona State University» (nel 1958).
Nel tempo si è avuto anche un ampliamento delle sedi: dal campus originario di Tempe (a circa 13 chilometri da Phoenix), nel 1984 venne istituito anche il West campus (a nord-ovest di Phoenix), seguito dalle aggiunte del Polytechnic campus (nella parte orientale di Mesa) nel 1996 e del Downtown Phoenix campus nel 2006. Tutti e quattro i campus sono accreditati appartenere a un'unica istituzione dall'organismo di certificazione Higher Learning Commission.